# Fairey Battle III
El Fairey Battle va ser un bombarder lleuger britànic d'un sol motor construït per a la Royal Air Force a finals de la dècada dels 1930, just abans de començar la Segona Guerra Mundial. El bombarder Battle estava propulsat pel mateix motor Rolls-Royce Merlin que els  caces britàniques millors del moment (el Hawker Hurricane i el Supermarine Spitfire). Tot i això del Fairey Battle, amb 3 tripulants i la càrrega de bombes, pesava molt més i això portava a unes prestacions molt discretes. De fet, tot i suposar un gran avenç sobre els models anteriors, va demostrar tenir una autonomia escassa a més de ser lent i vulnerable en combat tant enfront del foc antiaeri com dels caces enemics per a qui l'única metralladora defensiva de calibre .303 a penes era una amenaça. Durant les primers operacions de la guerra el Fairey Battle va aconseguir la primera victòria aèria de la RAF durant la Segona Guerra Mundial. Però al maig de 1940 ja sofria pèrdues molt greus de més del 50% dels avions per missió. Per tot això a finals de 1940 el Fairey Battle va ser retirat del servei actiu i relegat a tasques d'entrenament a les colònies angleses. Per les expectatives que se'n tenien abans de la guerra aquest model va ser un dels avions de la RAF que més deceberen.

## Especificacions del Fairey Battle

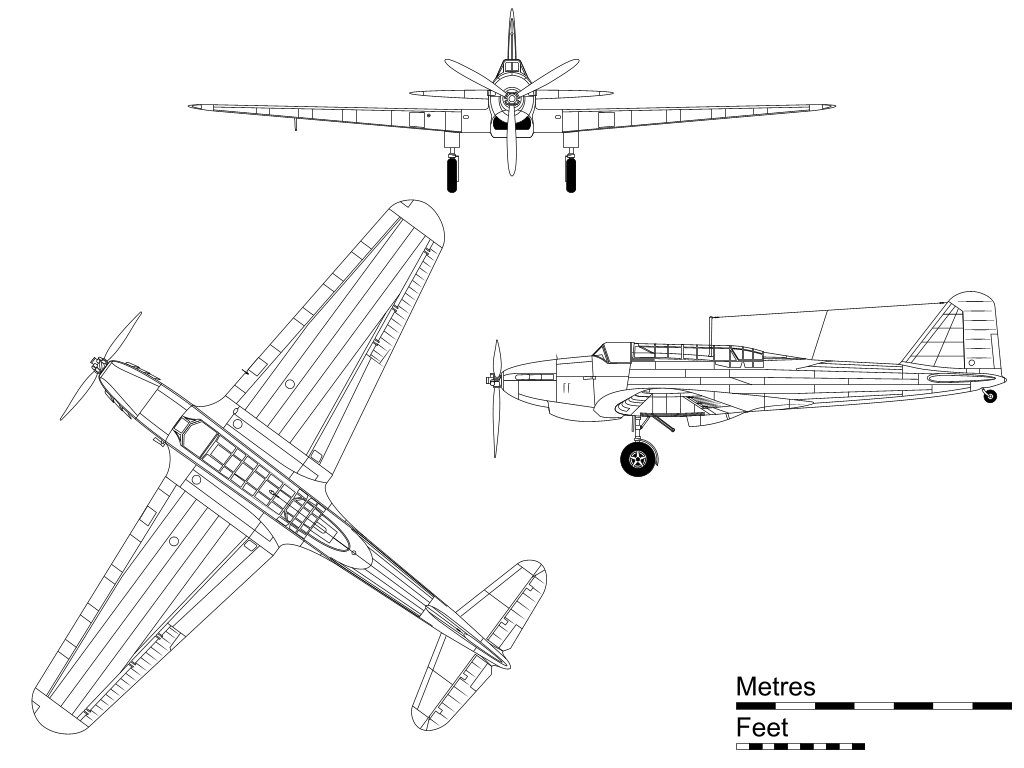
Dibuix esquemàtic del Fairey Battle.

Especificacions de la versió Mk2 segons la publicació Fairey Aircraft since 1915:
- Tripulació: 3

- Longitud: 12,91 m

- Envergadura: 16,46 m

- Altura: 4,72 m

- Superfície alar: 39,2 m²

- Pes en buit: 3.015 kg

- Pes carregat: 4.895 kg

- Motor: "Rolls-Royce Merlin II" de 12 cilindres en V, que proporciona 1.030 CV en l'enlairament.

- Velocitat màxima: 310 nusos (574 km/h)

- Velocitat de creuer: 190 nusos (350 km/h)

- Altitud màxima de servei: 7.620 m

- Capacitat de trepada: 4,7 m/s (ascens a 1.520 m en 4 minuts i 6 segons)

- Abast de combat: 870 milles nàutiques (1.611 km)

- Armament defensiu:
  - Una metralladora M1919 Browning de calibre .303 (7.7 mm) a l'ala d'estribord
  - Una metralladora Vickers de calibre .303 (7.7 mm) a la cabina posterior.

- Armament ofensiu: càrrega habitual de fins a 9.000 kg de bombes.
  - 4× bombes de 250 lliures (113 kg) internament
  - 500 (227 kg) lliures de bombes externament